# Agnes av Österrike
Agnes av Österrike, född 18 maj 1281, död 10 juni 1364 i Königsfelden, var en ungersk drottning, gift i Wien 13 februari 1296 med kung Andreas III av Ungern. Äktenskapet var barnlöst. 
Agnes ansågs anspråkslös och föredrog predikningar framför torneringar. Som änka avstod hon från att gifta om sig. År 1317 bosatte hon sig tillsammans med sin före detta styvdotter Elisabet i ett litet hus i Königsfelden, vars kloster hon gynnade. Från 1330 inledde hon en ny karriär som politisk medlare och diplomat i konflikter.